# Salada

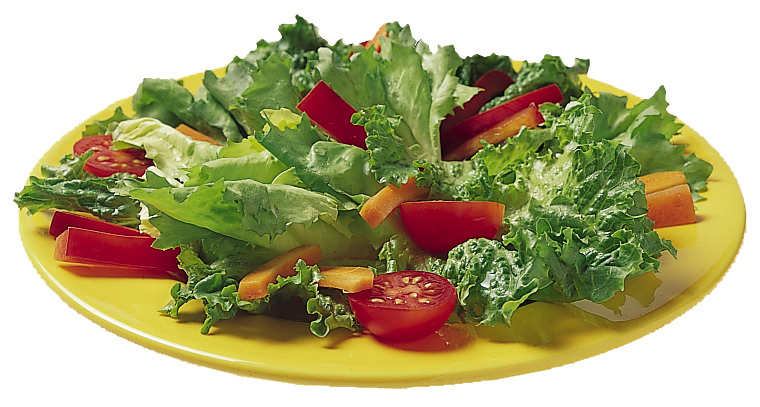
Ilustração de uma salada de legumes.

As saladas são preparações culinárias compostas por vários alimentos diferentes, muitas vezes com cores constrastantes e geralmente comidas frias. A palavra salada vem do latim para salgado, referindo o ingrediente principal do tempero – sal de cozinha – que pode ser o único elemento extra desta combinação, embora normalmente seja mais elaborado.

## Tipos de saladas
Existem diversos tipos diferentes de saladas:
1. As saladas à base de vegetais crus, normalmente com folhas verdes, por exemplo, de alface, agrião, chicória, ou outras e tomate, rabanetes, pepino, podendo levar ainda nozes ou outras frutas secas e temperadas com um molho não cozinhado à base de azeite (ou outro óleo) e vinagre ou sumo de limão;
2. As saladas à base de massas alimentícias ou misturadas com outros vegetais crus, por vezes com pequenos pedaços de carne (principalmente fiambre) ou peixe e temperadas com um molho de maionese; pertence a este grupo a tradicional salada de atum.
3. Saladas de frutas são feitas de frutas, e incluem o coquetel de frutas que podem ser feitos a partir de frutas frescas ou em conserva.[3]
4. Para confirmação oficial a tradicional comida Portuguesa "Salada Fria" não é considerada uma salada.
5. Nas diferentes culturas as saladas são consumidas de formas diferentes, por exemplo:

- Na França e nos restaurantes dos Estados Unidos (mas não em casa, nem quando se consome comida rápida), a salada é servida antes do prato principal, como uma espécie de aperitivo;
- Em Portugal, a salada de alface (e suas variantes) é servida como um acompanhamento do prato principal, enquanto que o primeiro prato é muitas vezes a sopa;
- Em Moçambique, muitas pessoas pobres das cidades comem apenas uma salada como a refeição principal do dia; a salada como refeição principal está igualmente a tornar-se comum nos países industrializados, mas como forma de variar a dieta, havendo inclusivamente restaurantes que servem exclusivamente saladas.
- No Chipre, a salada-da-aldeia, com pepino e queijo feta é considerada uma iguaria nacional.

## Propriedades nutricionais das saladas
Possuem baixas calorias: ajudam nas dietas para perda de peso. Fornecem vitaminas, minerais e fibras: auxiliando o bom funcionamento do organismo. Contêm alto teor de água: hidratam o corpo, especialmente em dias quentes.
Saladas exigem pouco tempo para o preparo: podem constituir uma refeição prática. Elas possibilitam a mistura de várias cores: tornando o visual bonito e atrativo. São facilmente digeridas pelo organismo: proporcionam uma sensação de bem estar após o consumo. Permitem a combinação de diversos sabores e texturas: você pode deixá-la sempre ao seu gosto.